# Glenfield Rovers
Glenfield Rovers est un club de football de nouvelle-Zélande fondé en 1960

## Entraîneur
2010 - Craig Alexander

### Staff
- Manager - Wendy Alexander
- Physio - Catherine Porteous